# Lincoln Town Car
Lincoln Town Car — американский шестиместный полноразмерный заднеприводный автомобиль  представительского класса  с рамным шасси и двигателем V8, выпускающийся с 1980 года подразделением Lincoln-Mercury компании Ford Motor Company

## История создания
Название Town Car (рус. «городской седан», калька с фр. sedan de ville) имеет давнюю историю в рамках модельного ряда компании Ford. Изначально так обозначался особый тип лимузина, популярный в 1920-х годах и имевший закрытый пассажирский салон сзади и открыто расположенное сиденье водителя спереди.
Первый Lincoln, носивший это имя, был построен в 1922 году лично для Генри Форда I. После этого оно не использовалось до 1959 года, когда появился Lincoln Continental Town Car, бывший особой версией лимузина на базе серийного Lincoln Continental. Следующее использование названия относится лишь к 1969 году, когда покупателям Lincoln Continental был предложен пакет опций Town Car, включавший улучшенную отделку интерьера и экстерьера автомобиля. В таком виде оно использовалось до 1980 года, когда появился Lincoln Town Car уже в качестве самостоятельной модели.
Lincoln Town Car и построенные на той же платформе Panther модели Mercury Grand Marquis и Ford Crown Victoria являются последними из ныне выпускающихся традиционных американских полноразмерных седанов, расцвет которых пришелся на шестидесятые — первую половину семидесятых годов XX века. Остальные североамериканские автомобили категории fullsize в наши дни хотя формально и считаются одноклассными с моделями платформы Panther, но на самом деле существенно уступают им по внешним габаритам и сильно отличаются от них конструктивно; в частности, до недавнего времени практически все они имели привод на передние колёса, большинство оснащается шестицилиндровыми двигателями, и ни один из них не имеет отдельной от кузова рамы.
Town Car оснастили 4,9-литровым мотором V8 мощностью 130 л. с. и четырёхступенчатым «автоматом». С каждым годом отдачу силового агрегата немного увеличивали. 
В 2006 году Ford рассматривал вопрос о прекращении производства устаревшего Town Car в связи с закрытием выпускавшего его завода Wixom Assembly Plant в городе Уиксом, штат Мичиган (Wixom, Michigan). В итоге модель была сохранена, однако её производство было перенесено в Канаду, на завод St. Thomas Assembly в городе Толбетвилль, провинция Онтарио, Канада (Talbotville, Ontario), который уже занимался выпуском других автомобилей на платформе Panther. Первый автомобиль сошёл с его конвейера 10 января 2008 года.
Он известен высочайшими комфортабельностью и плавностью хода, а также хорошей, для автомобиля таких размера и массы, тормозной динамикой, в то время, как управляемость и динамика разгона не заслуживают высших оценок. При длине почти в 5,5 метров (длиннобазный Town Car L — 5,64 м), он является самым крупным из производящихся в Канаде легковых автомобилей.
Несмотря на постепенное падение уровня продаж, Town Car остаётся одним из самых продаваемых американских автомобилей категории «люкс». Помимо этого, он находит хороший спрос в странах Среднего Востока (преимущественно Кувейт и Саудовская Аравия), где полноразмерные седаны американского производства традиционно пользуются большой популярностью.
Снят с производства в 2011 году.

## Галерея

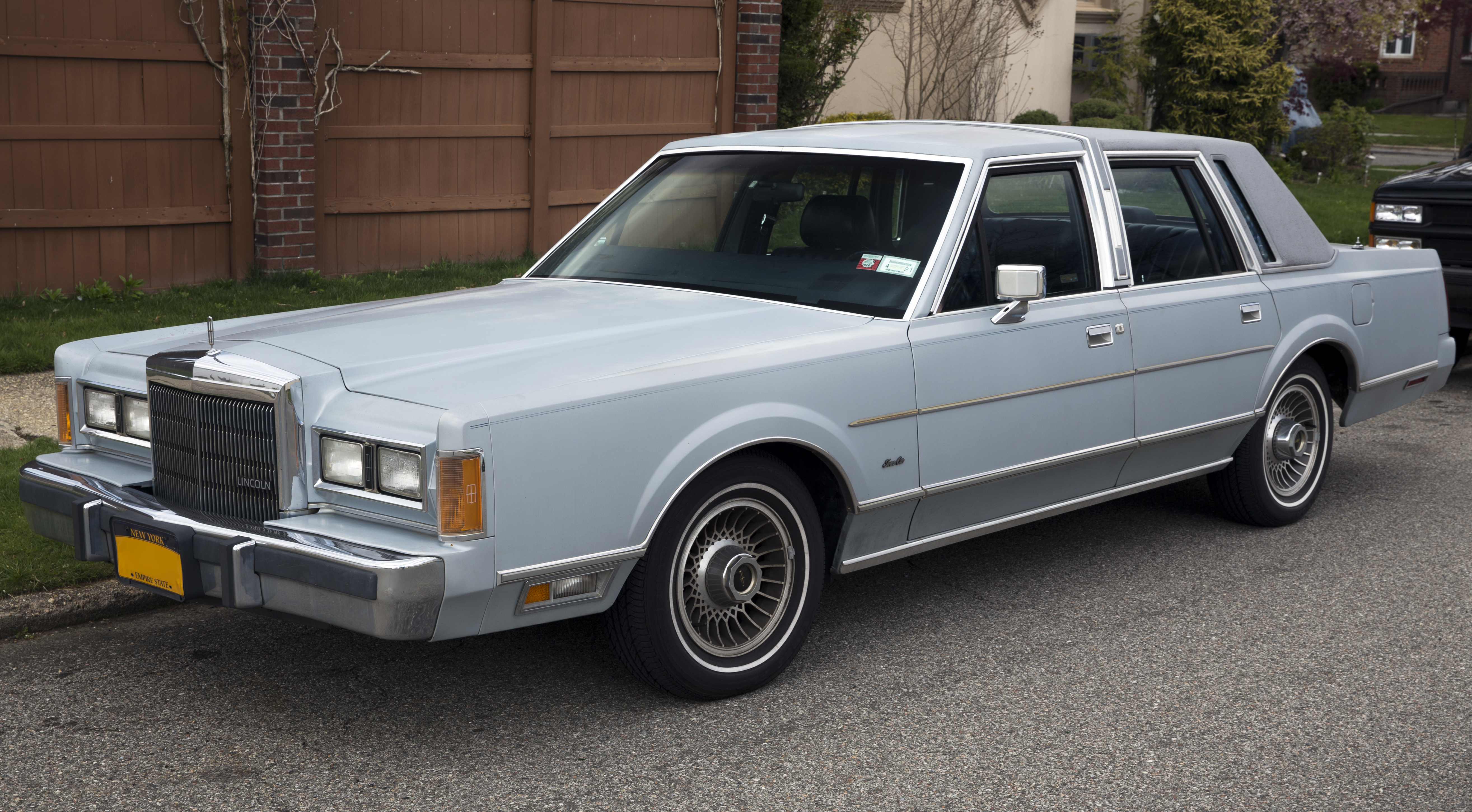
1980-1989 годов
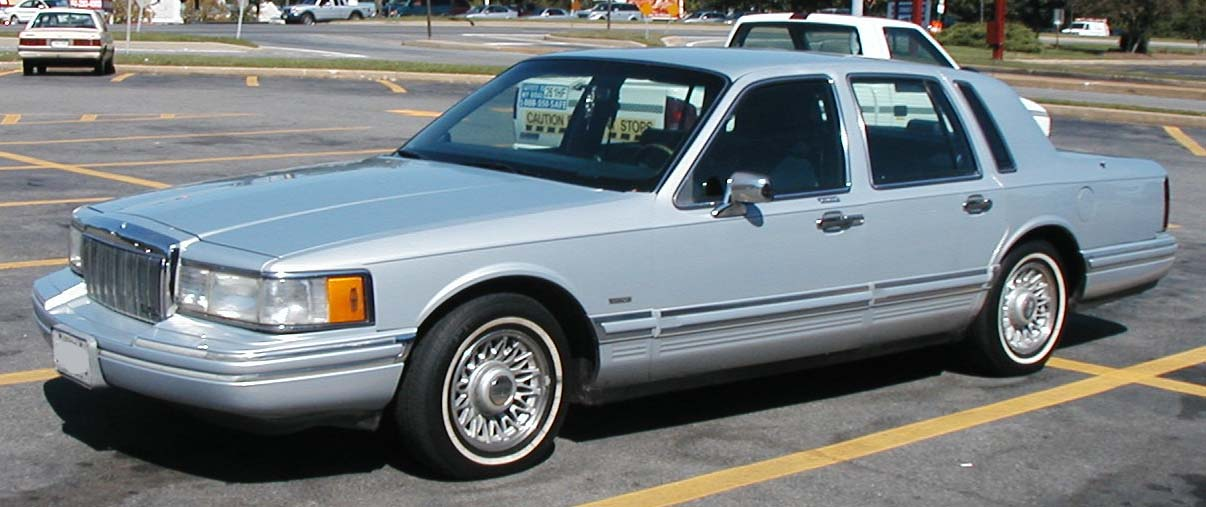
1990–1994 годов
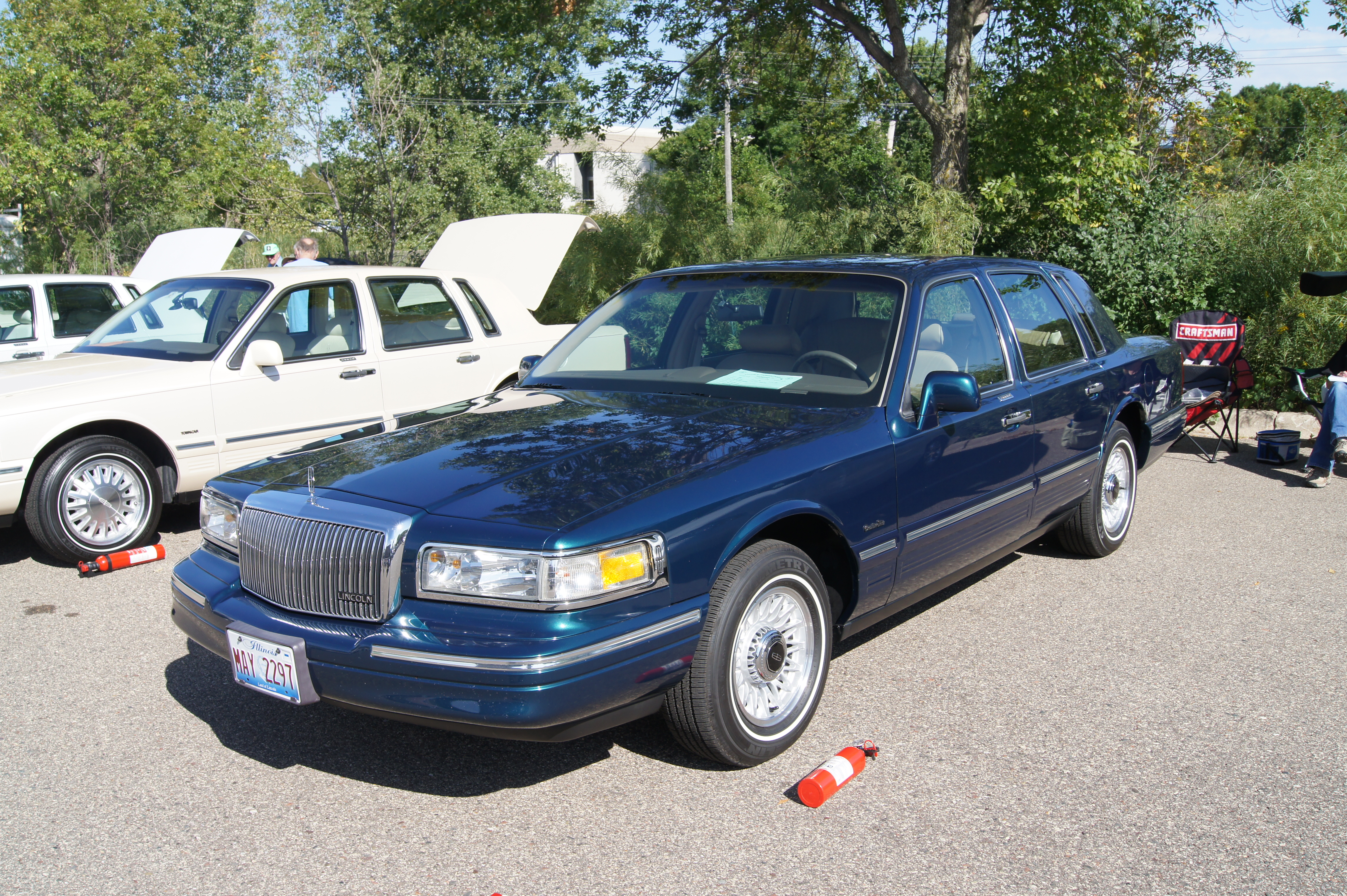
1995–1997 годов
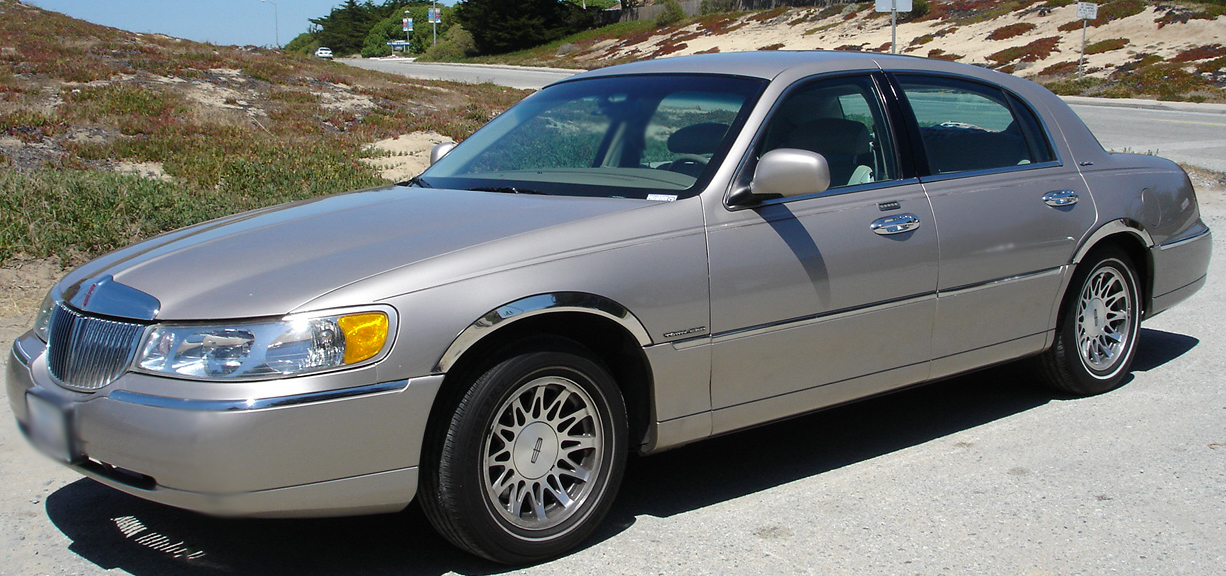
1998–2002 годов
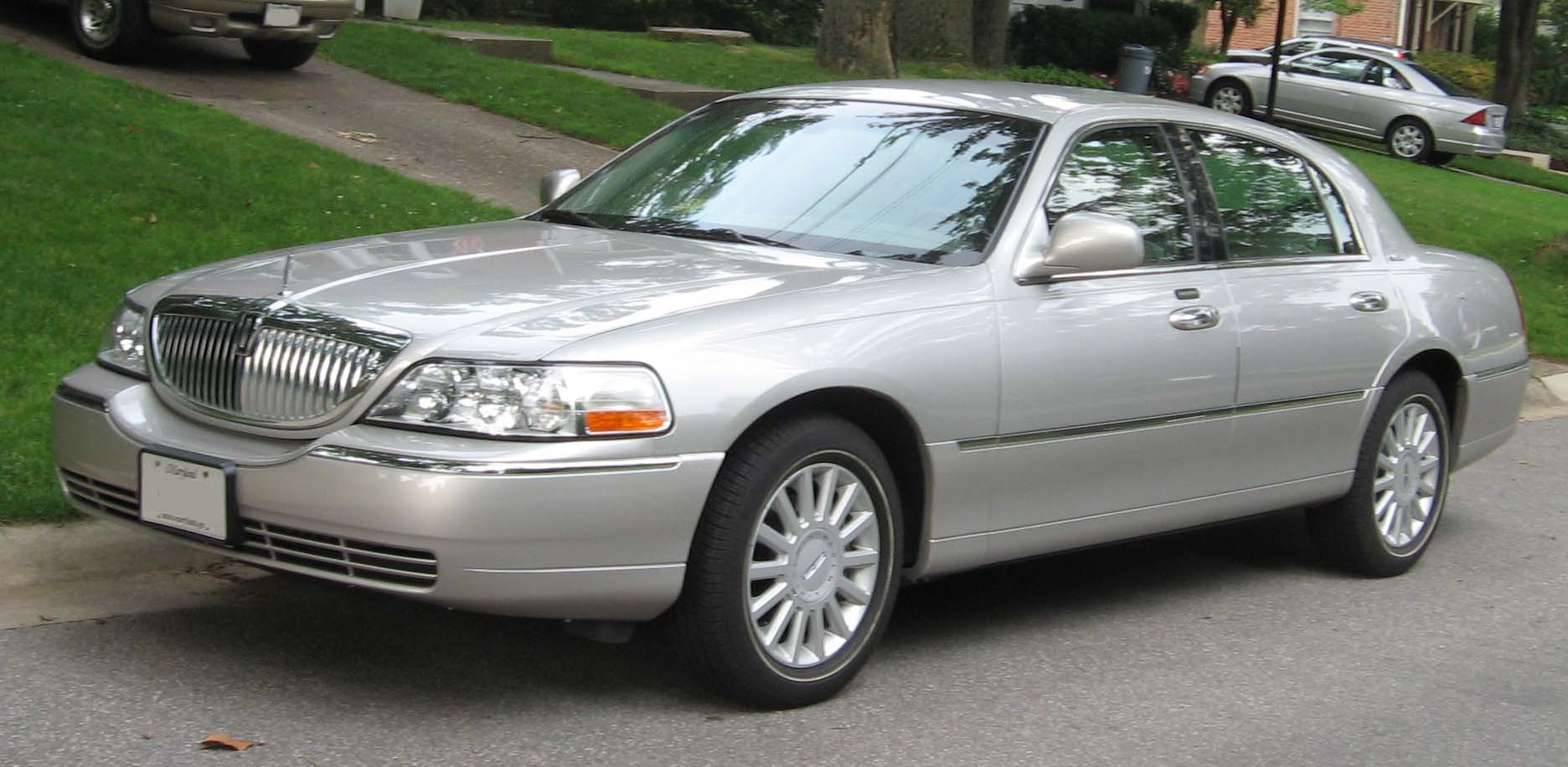
2003–2011 годов